# Мунданна астрологія

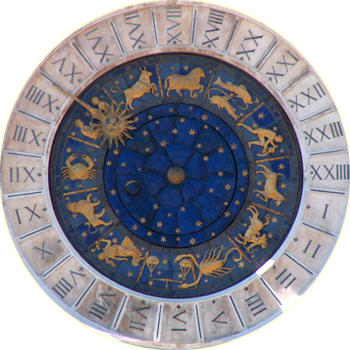
Астрологічний годинник із Венеції

Мунданна астрологія (мунданічна астрологія, світова астрологія, політична астрологія, історична астрологія) [лат. Astrologia mundana, Astrologia mundi — «астрологія світу (Всесвіту)»] (санскрит — Самхіта або Медіні джйотіш) — галузь астрології, що вивчає історичні та культурні тенденції, долі націй і великих груп людей, метеорологічні умови і землетруси, інші важливі світові події.

## Зародження
Мунданна астрологія, очевидно, є найдавнішою галуззю астрології. Вже в III тис. до н. е. в Месопотамії отримала розвиток астрологія ознак, яка концентрувалася на загальнодержавних питаннях (див. Вавилонська астрологія). У I тис. до н. е. ці методики з Месопотамії поширилися по багатьом регіонам Старого Світу, проникли до Єгипту. Важливим джерелом є «Смарагдові скрижалі» Гермеса Трисмегіста , Бхавіш'я-пурана та ін.
З появою гороскопної астрології мунданна отримала новий потужний імпульс до розвитку, стали будуватися і вивчатися гороскопи правителів, міст, країн, мирних договорів тощо. Уявлення про те, що свій гороскоп мають не тільки люди, але й міста і держави, вперше зафіксовані в I ст. до н. е., коли астролог Луцій Таруцій Фірміан (ЛУцій Тарутій Фірміан) розрахував гороскоп заснування Риму (до речі, це був і перший відомий випадок використання ректифікації). Історія Римської імперії дає нам багато прикладів впливу астрологів, що займаються Мунданною астрологією, на життя країни.
В інших регіонах мунданна астрологія також розвивалася. Зокрема, перськими астрологами була розроблена оригінальна концепція астрологічної періодизації історії на підставі циклів сполучення Юпітера з Сатурном. Згодом методики античної і перської астрології були запозичені ісламською астрологією. У християнському світі мунданна астрологія також відігравала велику роль: у візантійській астрології, а згодом (починаючи з XI ст.) і в європейській астрології вона була однією з найважливіших галузей. Незалежно від європейського і азійського впливу самобутня система Мунданної астрології була створена індіанцями Месоамерики.

## Основні напрями
Основними напрямками в м. астрології є:
- політична астрологія, що вивчає політично організовані групи, такі як нації і великі міста;
- астрогеологія і астротопологія, які вивчають кореляцію між різними частинами земної поверхні і астрологічними факторами;
- історична астрологія, або астрологія циклів і світових періодів, що займається «структуруванням» історії;
- метеорологічна астрологія, що вивчає зміни клімату і погоди;
- астросейсмологія, що вивчає сейсмічну активність земної кори і виверження вулканів.

Деякі напрямки астрології мають давню традицію дослідження, тоді як інші розроблені слабо. Техніки, використовувані в ній, досить різні.
Основні традиції — тропічна (санскрит — саяна) і сидерична (санскрит — ніраяна). Більшість систем є тропічними, за винятком джйотіш в Індії і Карці в Тибеті.
Основні методики
- Аналіз карт, розрахованих на важливі моменти в житті держави, нації, міста або в історії спільноти, — такі як коронації, інавгурації, підписання міжнародних договорів, видання декретів, прийняття законів і т. д., а також карт різних стихійних лих, великих аварій тощо
- Аналіз натальних карт провідних політиків і їх синастрією з картами першої групи.
- Аналіз карт затемнень і лунаціі та їх резонансу з картами перших двох груп.
- Аналіз інгрессівних карт і їх резонансу з картами перших двох груп.
- Вивчення циклів планет, Стелліум і взаємних аспектів мажорних планет.
- Вивчення рідкісних астрономічних подій (наприклад, появи яскравих комет) і їх значення для земної кулі і окремих регіонів.

## Значення планет
Основні значення планет
- Сонце — вища влада нації, символічний глава держави, сильний політичний лідер; міфи і образи, через які бачать держава інші країни;
- Місяць — те, на чому ґрунтується державна влада Сонця, народні маси; думку народу і популярна ідеологія;
- Меркурій — засоби комунікації нації;
- Венера — об'єднання нації в державу природним шляхом; соціальні задоволення; мода, артисти, архетип жінки; національні ресурси, фінансові інститути; сільське господарство; економіка країни;
- Марс — потреба нації мати ворогів, виражати себе агресивно; воєнізація уряду; антисоціальні акти;
- Юпітер — суспільні цінності і система вірувань; закони, засоби контролю над народом; друк, університети; національне уявлення про добробут; фінанси; образи нації;
- Сатурн — мембрана, яка відокремлює особисте несвідоме від колективного несвідомого; цивільні інститути, що зберігають порядок; громадські обмеження, табу; поліція; реакційні сили; традиції;
- Уран — всі революції та нововведення у суспільстві; страйку; політичні інциденти; війни; ядерна енергія;
- Нептун — ідеї про ідеальне суспільство (в тому числі соціалізм); колективна потреба досконало; ілюзії і змішання; світові скандали;
- Плутон — приховані, секретні й тіньові боки суспільства; таємна поліція; організована злочинність.

Транссатурнові планети використовують лише в нових астрологічних школах, так як вони невидимі неозброєним оком, а Уран було відкрито у 1781 р., Нептун — 1846 р., Плутон — 1930 р., а в 2006 р. його визнано планетою-карликом. В традиційних системах астрології замість них можуть використовувати «примарні планети» — точки, розраховані на основі координат видимих планет, наприклад місячні вузли.

## Значення домів гороскопу
- I — нація в цілому; міф нації, її образ, природа держави;
- II — спосіб постачання продуктами та ін економічна діяльність; ставлення до національної спадщини, до суспільних цінностей; колективна безпека;
- III — торгівля; комунікації, спільну мову; система освіти; сусідні країни і зв'язку з ними;
- IV — сім'ї, клани; комуни навколо землі; опозиція уряду та ідеологія мас; землеробство; роль жінки в суспільстві;
- V — задоволення, театр, кіно, спорт; народжуваність; вище суспільство; спекуляція та її зв'язок з національною економікою;
- VI — сфера обслуговування; робочий клас, службовці, солдати, армія; сфера охорони здоров'я; соціалістичні партії та профспілки;
- VII — відносини з іншими країнами; угоди, альянси; образ ворога;
- VIII — фінансові відносини з іншими країнами; смертність, обов'язки з поховання; оновлення нації та її духовний рівень;
- IX — закони; транспортні комунікації, пароплавство; філософія, яку вибирає суспільство, і конфлікти на цьому ґрунті; моральні цінності, що зберігають громадський порядок;
- X — уряд, аристократія, керівний клас; національний престиж — як націю бачать сусіди. МС — ідеали, культивовані суспільством;
- XI — урядові інститути; надії нації;
- XII — лікарні, монастирі, в'язниці, місця усамітнення; всі, спрямований проти існуючого порядку; окультний і містичний аспект філософії та релігії.

Див. також Астролокальність, Астрокартографія, астрометеорологія, Топотезія.